# Kimura Bunji
Bunji Kimura (木村 文治, sinh ngày 27 tháng 7 năm 1944) là một huấn luyện viên và cựu cầu thủ bóng đá người Nhật Bản.

## Sự nghiệp Huấn luyện viên
Bunji Kimura đã dẫn dắt Kyoto Purple Sanga và Yokohama Flügels.